# 길벗체
길벗체(Gilbeot體)는 1978년 무지개기를 처음 디자인한 길버트 베이커(Gilbert Baker)를 기리는 길버트체처럼 한글 글꼴 글자색을 무지개색으로 한 한글 글꼴이다. 한글 글꼴 최초의 다색 글꼴이다.

## 갤러리

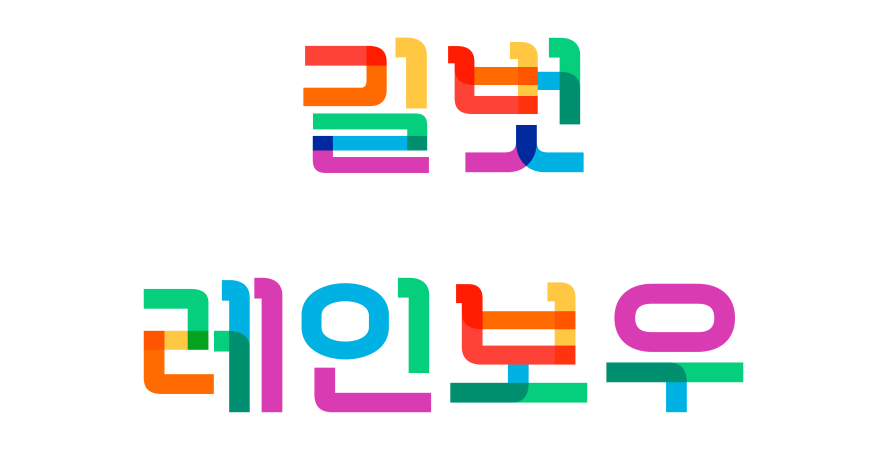
Gilbeot rainbow
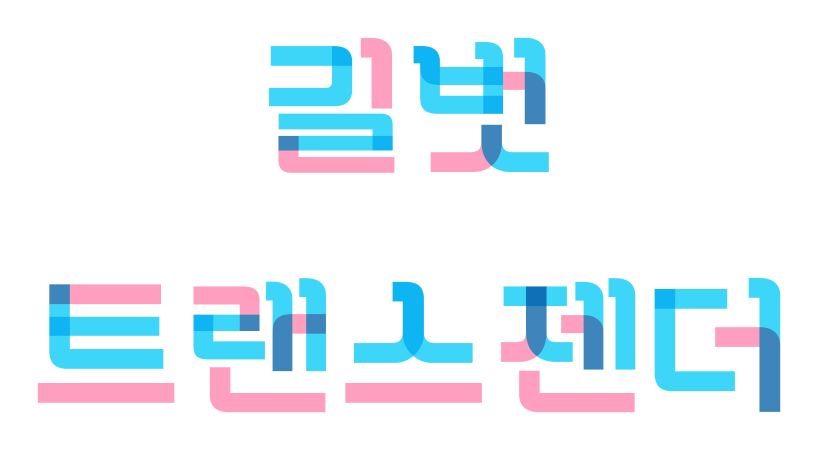
Gilbeot TG
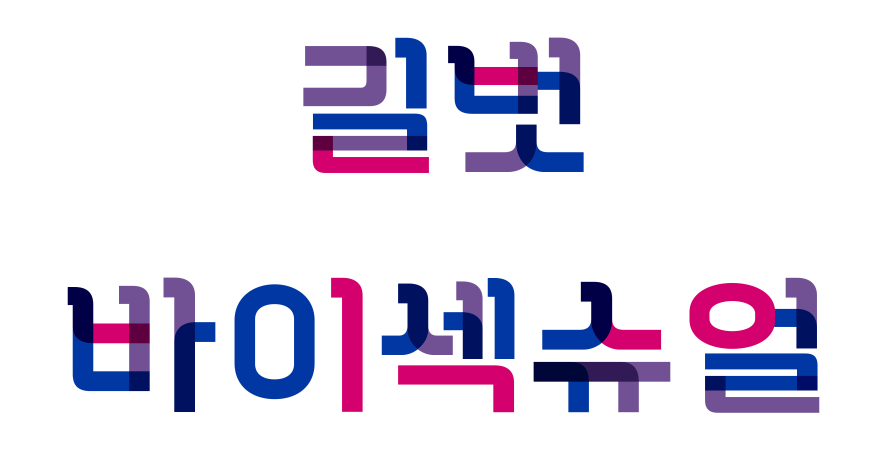
Gilbeot BI

## 같이 보기
- 길버트체
- 대한민국의 성소수자